# Indio (Kalifornie)
Indio je město v okresu Riverside County ve státě Kalifornie ve Spojených státech amerických. Jde o 82. největší město v Kalifornii. Nachází se v Coachella Valley v Coloradské poušti asi 200 kilometrů východně od Los Angeles, 37 kilometrů východně od Palm Springs a 158 kilometrů západně od Blythe. V Coachella Valley je Indio zároveň nejlidnatějším městem.
K roku 2020 zde žilo 89 137 obyvatel. S celkovou rozlohou 86 km² byla hustota zalidnění 1 000 obyvatel na km². Město je přezdíváno jako Město festivalů, neboť se v něm pravidelně odehrává řada kulturních událostí, přičemž nejznámějším z nich je zřejmě festival Coachella. 